# Bonanza (2. sezona)
Sezona 2
- S02E01 Obračun

10. september 1960 NBC
Mlad bančni ropar se zaposli na Ponderosi, da bi svojo tolpo obveščal o prizadevanjih zakona, da bi odkrili njihovo lokacijo.
- S02E02 Misija

17. september 1960 NBC
Posnet skoraj v celoti na prostem, je bolj podoben celovečercu kot seriji. Kapitan Pender išče izvidnika, ki bi njega in njegovo četo moških vodil čez puščavo, skupaj s pošiljko denarja, ki jo prevažajo v drugo vojaško utrdbo. Charlie Trent, nekdanji izvidnik in zdaj pijanec, še vedno krivi sebe, da so njegove čete pripeljali v pokol. Hoss vidi, da je to Charliejeva priložnost, da se odkupi in si povrne čast. Medtem ima kapitan Pender težave s Cutterjem, drugim izvidnikom, ki je zvijačen in prebrisan medved, ki se je strinjal, da ga bo vodil čez puščavo, vendar ga Pender pusti in na Hossov predlog se kapitan Pender strinja, da bo Charlie njihov izvidnik.
- S02E03 Značka brez časti

24. september 1960 NBC
Adamovo življenje reši skrivnostni ameriški maršal, ki je prišel v Virginia City, da bi aretiral prijatelja Cartwrightovih.
- S02E04 Mlin

1. oktober 1960 NBC
Cartwrightovi zgradijo mlin za žito, da bi zagotovili dohodek za pohabljenega rančarja, ki Bena krivi za svojo stisko. Ben se mora spopasti z rančarjevim pokvarjenim oskrbnikom in se znajde privlačen za njegovo ženo. "Sinovi ne morejo biti vse," ji reče Ben.
- S02E05 Upanja polni

8. oktober 1960 NBC
Adam vodi karavano Kvekerjev in se zaljubi v vodjevo hčer, Regino. Sila, ki jo mora Adam uporabiti, da bi jih zaščitil, je v nasprotju z njihovo pasivno življenjsko filozofijo.
- S02E06 Denver McKee

15. oktober 1960 NBC
Med praznovanjem vrnitve svoje hčerke Connie, je nekdanji šerif McKee zaprošen za pomoč pri ujetju tolpe razbojnikov. Medtem ko Joe dvori Connie, nihče ne ve, da je McKee vpleten z razbojniki.
- S02E07 Dan obračuna

22. oktober 1960 NBC
Predsodki izbruhnejo na obeh straneh, ko Ben da Indijancu po imenu Matsou in njegovi ženi del svoje zemlje, potem ko mu je rešil življenje pred odpadniškim Indijancem, ki ga je skoraj ubil na Ponderosi. Intenzivna in magnetična predstava Ricarda Montalbana.
- S02E08 Ugrabitev

29. oktober 1960 NBC
Hoss in Joe peljeta svoji ljubici na barvit in nenavaden karneval za en dan. Joejevo nedavno dekle Jennifer Beale ugrabi zlovešči lastnik, Philip Reed, in njegov sostorilec Gerner. Njen oče je Joshua Beale, najbogatejši človek v Comstocku. Gerner prepriča Reeda, da jo zadrži za milijon dolarjev odkupnine, in njen oče jima bo z veseljem plačal, da bi zagotovil njeno varno vrnitev. Reedovo dekle Della Thompson je ljubosumna na Jennifer in ima pomisleke glede ugrabitve. Hoss in Joe opazita Jenniferino izginotje in potujeta globoko v drobovje karnevala, kjer naletita na močan odpor karnevalskih ljudi na vsakem koraku. Vrneta se brez sledu o njej.
- S02E09 Pasma nasilja

5. november 1960 NBC
Joejeva prijateljica Dolly Kincaid je hči šerifa in se vedno zapleta z napačno družbo. Ko se zbliža z Vinceom Dagenom, Joe postane zaskrbljen in poskuša posredovati.
- S02E10 Zadnji Viking

12. november 1960 NBC
Gunnar Borgstrom je vodja zlobne tolpe, imenovane Commancheros. Žgejo hiše, ubijajo ljudi in kradejo vse, kar ima vrednost. Ko Commancheros pridejo v Nevado, se Gunnar odloči obiskati svoje sorodnike, Cartwrightove. Medtem tolpa ujame Malega Joeja in njegovo dekle. Ko se Gunnar vrne k tolpi, nima pojma, kdo je Joe, ker še nikoli ni srečal svojega nečaka.
- S02E11 Tolpa na poti

26. november 1960 NBC
Na gonji goveda nazaj v Nevado iz Teksasa, Ben najame mladeniča, ki je hkrati razbojnik in sin šerifa, v čigar mesto vstopajo govedarji s Ponderose.
- S02E12 Divjak

3. december, 1960 NBC
Adamovo življenje reši ženska, ki jo Indijanci poznajo kot Žensko belega bizona, v resnici pa je hči norveških priseljencev.
- S02E13 Tihi grom

10. december 1960 NBC
Očaran nad lepo, gluhonemo hčerko samotarskega gorskega moža, Mali Joe mlado žensko nauči znakovnega jezika. Navdušena nad svojo novo sposobnostjo komunikacije, Annie svojo hvaležnost Malemu Joeju zamenja za ljubezen, kar močno razžalosti Albieja, ki je odločen, da jo bo imel zase.
- S02E14 Opica

17. december 1960 NBC
Hoss se spoprijatelji z dolgočasnim Arniejem Gurniejem, ki je brutalni moški z mentaliteto otroka. Njegova jeza prestraši vse, vključno s Cartwrighti.
- S02E15 Krvna linija

31. december 1960 NBC
Ben se počuti odgovornega za sina moškega, ki ga je bil prisiljen ubiti, a mladi moški je odločen, da se bo maščeval. Profesionalni strelec mu ponudi, da bo opravil delo namesto njega.
- S02E16 Dvorjenje

7. januar 1961 NBC
Hoss se namerava poročiti z vdovo enega od Benovih prijateljev, ne da bi vedel, da je kompulzivna hazarderka, in noče verjeti, ko ga drugi Cartwrighti soočijo z resnico.
- S02E17 Ognjenka

14. januar 1961 NBC
Joe postane tarča trdožive in maščevalne družine iz Kentuckyja, potem ko ubije enega od njih, ki skoraj zažge Ponderoso, in Cartwrighti sprejmejo hčerko mrtvega moškega.
- S02E18 Nevesta

21. januar 1961 NBC
Fantje Cartwright so presenečeni, ko na njihovem pragu najdejo žensko, ki trdi, da se je pred kratkim poročila z njihovim očetom. Ko Ben pride domov, je prav tako presenečen kot oni. Ali je damo prevaral prevarant, ali pa je sama nekakšna prevarantka?
- S02E19 Bankovni tek

28. januar 1961 NBC
Ko "oropata" banko v Virginia Cityju, da bi rešila vlagatelje pred tem, da bi jih njen predsednik oropal, Hoss in Joe postaneta iskano s strani zakona.
- S02E20 Ubežnik

4. februar 1961 NBC
Adam gre v Mehiko, da bi ugotovil, kako je bil ubit sin družinskega prijatelja, le da izve, da je moški še živ.
- S02E21 Maščevanje

11. februar 1961 NBC
Hoss po nesreči ubije pijanca, ki ga je poskušal razorožiti. Moški brat zasede Hossa, ki je izgubil voljo do življenja. Joe obljubi Hossu, da bo ubil Reda Twilighta, maščevalnega brata, ki je zasedel Hossa, ne glede na to, kaj se zgodi, in ne bo pustil, da mu Adam stoji na poti.
- S02E22 Davčni pobiralec

18. februar 1961 NBC
Prijaznost, ki jo Hoss izkaže lenemu Jocku Henryju, ni ravno poplačana, ko Henry postane pomočnik ocenjevalca in dvigne letni davek Ponderose iz  na .
- S02E23 Reševanje

25. februar 1961 NBC
Fantje Cartwright so zaskrbljeni, da Ben morda postaja star, vendar jih on reši pred tatovi živine.
- S02E24 Temna vrata

4. marec 1961 NBC
Adama zmede nenadno vedenje njegovega dobrega prijatelja, Rossa Marquettea. Pretepe svojo ženo, Delphine, potem ko jo obtoži, da ima afero z Adamom. Pridruži se tudi skupini tatov in morilcev ter pomaga oropati pošiljko zlata. Adam misli, da Ross trpi za norostjo, v tem vrhuncu druge sezone.
- S02E25 Vojvoda

11. marec 1961 NBC
Hoss se spopade z Vojvodo Londonskim, arogantnim, nasilnim borcem z golimi pestmi, čeprav njegova moč ni kos Vojvodiinim spretnim veščinam.
- S02E26 Razpotje morilcev

18. marec 1961 NBC
Ko je detektiv tovornega podjetja Jed Trask odpuščen po desetletju službe, se pridruži tatovom, ki preprečujejo, da bi zaloge dosegle Virginia City.
- S02E27 Darilo

1. april 1961 NBC
Med prečkanjem puščave do Yume v Arizoni z belim žrebcem, namenjenim kot rojstnodnevno darilo za Bena, Joe naleti na trop neusmiljenih komancherov. Njegov spremljevalec, nekdanji komanchero, Emiliano, ki je vzgojil konja, mora njega in Joeja varno spraviti skozi.   
- S02E28 Tekmec

15. april 1961 NBC
Jim Applegate, Hossov tekmec za naklonjenost Cameo Johnson, je član skupine vigilantejev, ki so linčali nedolžnega moškega in njegovo ženo.
- S02E29 Peklenski stroj

22. april 1961 NBC
Hoss verjame v primitivno različico avtomobila svojega prijatelja v tej lahkotni, a žalostni epizodi. Ko "avto" porabi zadnje gorivo, Hoss pripomni: "Prekleto, še vedno pravim, da bi delovalo".
- S02E30 Prevara z nevihtnim oblakom

29. april 1961 NBC
Ko je Virginia City na robu gospodarskega propada, brezposelni rudarji polagajo upanje v govorice o najdbi v rudniku, za katerega so vsi verjeli, da je izčrpan. Ben sumi, da novi lastniki kradejo srebro iz sosednjega rudnika, za katerega so prav tako mislili, da je suh, in se odloči to dokazati.
- S02E31 Skrivnost

6. maj 1961 NBC
Joe je žrtev zapletene namestitve, obtožen umora noseče deklice. Ko Bena vprašajo, ali Joe govori resnico, odgovori: "Če bi v tem trenutku začel dvomiti v svojega sina, bi bilo vse, za kar sem živel in delal, izgubljeno".
- S02E32 Jezdeci sanj

20. maj 1961 NBC
Da bi financiral svoje sanje o izgradnji zračne ladje, ki bi lahko prečkala Atlantik, Benov stari prijatelj načrtuje oropati banko v Virginia Cityju, medtem ko pozornost meščanov preusmeri z balonom na vroč zrak.
- S02E33 Elizabeth, moja ljubezen

27. maj 1961 NBC
Ob postelji resno bolnega Adama se Ben spominja svojih dni kot prvega častnika v trgovski mornarici in svoje poroke z Adamovo materjo, Elizabeth Stoddard.
- S02E34 Sam Hill

3. junij 1961 NBC
Kovač Sam Hill se bori, da bi obdržal zemljo, na kateri je pokopana njegova mati, potem ko njegov pijani oče podpiše listino polkovniku Tysonu in njegovi zasebni vojski. Poetična epizoda, ki jo je napisal John T. Kelley in režiral Robert Altman.